# Juan Calatayud
Juan Jesús Calatayud Sánchez, född 21 december 1979 i Antequera, är en spansk fotbollsmålvakt som sedan den 3 juli 2015 spelar för indiska Atlético de Kolkata. 
Han har tidigare spelat för Málaga CF, Algeciras CF, Getafe CF, Racing de Santander, Hércules CF, RCD Mallorca och Videoton FC. 